# Enon, Ohio
Enon är en ort (village) i Clark County i Ohio. Vid 2020 års folkräkning hade Enon 2 449 invånare.